# Lincoln Goines
Lincoln Goines (født 2. oktober 1953 i Oakland, Californien, USA) er en amerikansk bassist, professor og lærer.
Goines der startede med at spille rockmusik med inspiration fra Jimmy Hendrix og Cream, skiftede stilistisk retning til jazz, da han hørte John Coltrane´s lp A Love Supreme (1967) og Miles Davis lp Bitches Brew (1970). Han har spillet med Sonny Rollins, Michael Brecker, Mike Stern, Carly Simon, Dave Grusin, Bob Berg, Bob Mintzer, Peter Erskine, Bob Moses, Paquito D'Rivera, Dave Valentin etc. Han kom til New York i (1977), hvor han begyndte at spille latinamerikansk musik, samtidig med jazz og rock, og blev mere og mere benyttet i studierne og som live musiker. Goines kom med i ledelsen på The Collective i New York City i (1986), og blev lærer og professor i bas på Berklee School og Music i (2008). Han er stadig aktiv på New York scenen som session bassist.

## Udvalgt Diskografi
- Incredible Journey (1985) - med Bob Mintzer Big Band
- Spectrum (1988) - med Bob Mintzer Big Band
- Urban Contours (1989) - med Bob Mintzer Big Band
- The Art of the Big Band (1990) - med Bob Mintzer Big Band
- Departure (1991) - med Bob Mintzer Big Band
- In the Shadows (1990) - med Bob Berg
- Odds or Evens (1991) - med Mike Stern
- Visit with the Great Spirit (1983) - med Bob Moses
- the Hawk (1980) - med Dave Valentin
- Celebration (1988) - med Paquito D'Rivera
- Out of the Shadows (1982) - med Dave Grusin
- This kind of love (2008) - med Carly Simon
- Return (2005) - med Bill Connors

## Eksterne Henvisninger
- Homepage Arkiveret 7. marts 2021 hos  Wayback Machine